# Todhri ábécé

Theodhor Haxhifilipi ábécéje Johann Georg von Hahn 1854-es Albanesische Studien című művében. Az ábécét Alois Auer osztrák betűmetsző már 1851-ben kinyomtatta.

A Todhri ábécé 18. századi albán írásrendszer, amelyet Theodhor Haxhifilipi, más néven Dhaskal Todhri talált ki az albán nyelv leírására.

## Történelem
A Todhri ábécé egy összetett, ötvenkét karakterből álló írásrendszer, amelyet a 18. század végétől kezdve elszórtan használtak Elbasanban és környékén az írásbeli kommunikációra. A Todhri ábécével írt legkorábbi szöveg a Jakov Popa i Vogël dhe Shokët (Ifjabb Jakov Popa és barátai) helyi kereskedőtársaság Radhua Hesapesh néven ismert naplója, amelyben a Todhri ábécével írt bejegyzések 1795. augusztus 10-én kezdődnek és 1797-ig tartanak. Egy még régebbi szöveget találtak nemrégiben egy családi jegyzetfüzetben Elbasanban, amely 1780. január 1-jén keletkezett.  Más régebbi, valószínűleg maga Todhri által írt szövegek keletkezését nem lehet pontosan megállapítani.
A Todhri ábécét Johann Georg von Hahn (1811–1869) fedezte fel újra Elbasanban és Albanesische Studien című, 1854-ben Jénában kiadott munkájában jelentette meg. Úgy vélte, hogy ez az eredeti albán ábécé, ami az ősi föníciai ábécé leszármazottja. Leopold Geitler (1847–1885) és Rajko Nahtigal (1877–1958) szlovén tudósok később tanulmányozták az ábécét és arra a következtetésre jutottak, hogy az elsősorban a latin folyóírásból származik.

## Fordítás
Ez a szócikk részben vagy egészben  a   Todhri alphabet című angol Wikipédia-szócikk ezen változatának fordításán alapul.  Az eredeti cikk szerkesztőit annak laptörténete sorolja fel. Ez a jelzés csupán a megfogalmazás eredetét és a szerzői jogokat jelzi, nem szolgál a cikkben szereplő információk forrásmegjelöléseként.